# Cefalosporin

Obecný vzorec cefalosporinů

Cefalosporiny jsou beta-laktamová antibiotika, jejichž název je odvozen z plísně Cephalosporium, z níž byly tyto látky poprvé izolovány. Z chemického hlediska jsou to deriváty kyseliny 7-aminocefalosporanové a mohou být jak přírodní, tak i semisyntetická.

## Účinek
Tyto látky, podobně jako ostatní beta-laktamová antibiotika, znemožňují syntézu peptidoglykanové buněčné stěny bakterií. Působí baktericidně, a to na poměrně široké rozpětí různých bakterií. Neúčinkují však na enterokoky. Dají se kombinovat s některými dalšími antibiotiky. Mají poměrně malé vedlejší účinky, ale přesto mohou způsobovat alergické kožní reakce, vzácně i postižení jater či snížení množství krevních destiček. Rezistence může vznikat účinkem beta-laktamáz, ale některé cefalosporiny jsou vůči nim odolné.

## Klasifikace
Cefalosporiny se dělí běžně do pěti tříd, I., II., III., IV. a V. generace cefalosporinů. Postupně stoupá účinnost na gramnegativní bakterie, zatímco spíše klesá účinnost na grampozitivní koky. U vyšších generací také stoupá cena přípravků.